# Guibemantis
Genre
Synonymes
- Pandanusicola Glaw & Vences, 1994

Guibemantis est un genre d'amphibiens de la famille des Mantellidae.

## Répartition
Les quinze espèces de ce genre sont endémiques de Madagascar.

## Liste des espèces
Selon Amphibian Species of the World (22 mars 2020) :
- Guibemantis albolineatus (Blommers-Schlösser & Blanc, 1991)
- Guibemantis albomaculatus Lehtinen, Glaw, Vences, Rakotoarison, and Scherz, 2018
- Guibemantis annulatus Lehtinen, Glaw & Vences, 2011
- Guibemantis bicalcaratus (Boettger, 1913)
- Guibemantis depressiceps (Boulenger, 1882)
- Guibemantis diphonus Vences, Jovanovic, Safarek, Glaw & Köhler, 2015
- Guibemantis flavobrunneus (Blommers-Schlösser, 1979)
- Guibemantis kathrinae (Glaw, Vences & Gossmann, 2000)
- Guibemantis liber (Peracca, 1893)
- Guibemantis methueni (Angel, 1929)
- Guibemantis milingilingy Bletz, Scherz, Rakotoarison, Lehtinen, Glaw, and Vences, 2018
- Guibemantis pulcher (Boulenger, 1882)
- Guibemantis punctatus (Blommers-Schlösser, 1979)
- Guibemantis tasifotsy Lehtinen, Glaw, Andreone, Pabijan & Vences, 2012
- Guibemantis timidus (Vences & Glaw, 2005)
- Guibemantis tornieri (Ahl, 1928)
- Guibemantis wattersoni Lehtinen, Glaw & Vences, 2011
- Guibemantis woosteri Lehtinen, Glaw, Vences, Rakotoarison, and Scherz, 2018

## Étymologie
Le nom de ce genre est formé à partir de Guibe, en l'honneur de l'herpétologiste français Jean Guibé, et du mot grec mantis, la rainette.

## Publication originale
- Dubois, 1992 : Notes sur la classification des Ranidae (Amphibiens anoures). Bulletin Mensuel de la Société Linnéenne de Lyon, vol. 61, p. 305-352.